# Academia de las Artes (Belgrado)
La Academia de las Artes (en serbio: Академија уметности) es una institución de educación superior privada en la ciudad de Belgrado, en el país europeo de Serbia. La Academia de las Artes es la primera facultad acreditada en la República de Serbia en el campo de las Artes. La acreditación de la institución y sus diez programas de estudios académicos básicos es un reconocimiento distintivo a la Academia de las Artes y la validez de sus programas de estudio: Actuación, Dramaturgia, Publicidad y Diseño, dirección de cine, películas y cámara de TV, Producción en Artes y Medios de Comunicación, Cine y TV Edición, Dirección de TV, Fotografía, Diseño de Sonido y Producción Musical.